# Casinaria indubia
Casinaria indubia är en stekelart som först beskrevs av Morley 1913.  Casinaria indubia ingår i släktet Casinaria och familjen brokparasitsteklar. Inga underarter finns listade.